# 3D Monster Maze

3D Monster Maze és un videojoc per a l'ordinador Sinclair ZX81, desenvolupat per Malcolm Evans el 1981. Per jugar, es fa necessari una expansió de memòria de 16K. El joc inicialment va ser llançat per J.K Greye Software a principis de 1982, encara que a finals d'aquest any, es va rellançar la companyia creada pel mateix Evans: New Generation Software. El videojoc va ser creat a través de blocs gràfics de baixa resolució, 3D Monster Maze va ser el primer videojoc llançat per al mercat dels videojocs domèstics desenvolupat en 3D. Els mitjans de comunicació li van atorgar immediatament a aquest joc com el favorit dels usuaris.
New Generation Software va començar a ser una coneguda marca de programari per a les plataformes d'entreteniment de Sinclair gràcies al llançament de 3D Monster Maze. L'empresa va continuar sent pionera en la creació de jocs 3D per a la ZX81 i el model posterior: ZX Spectrum.
Avui dia, el videojoc és encara admirat per la comunitat amant dels jocs antics, i és font de remakes i estimulació per a nous projectes per a la ZX 81.

## Jugabilitat
3D Monster Maze es juga des d'una perspectiva en primera persona, que s'ambienta en un laberint de 16x16 xeldas, el qual conté una sortida i un dinosaure: Un Tyrannosaurus rex. L'objectiu del joc és escapar del laberint abans que el dinosaure atrapi al protagonista. Al principi, el dinosaure està immòbil, i en un moment determinat, es comença a moure per l'escenari a la recerca del jugador. Depenent de la proximitat que tingui el T-rex sobre l'usuari, es pot posar més tranquil (si està prop d'ell), la qual cosa implica un moviment lent per part d'aquest, o es pot posar nerviós si està lluny d'aquest, fent que els moviment del monstre siguin una mica més ràpid. Quan veu al jugador, el dinosaure es posa a córrer directament cap a ell per intentar atrapar-ho.
L'ansietat que té el dinosaure es pot veure en una frase que apareix en la part inferior de la pantalla, sent això una manera indirecta de conèixer si el dinosaure està a prop o no. Les frases que poden aparèixer són:
| Missatge              | Traducció literal       | Significat en el joc                                                                            |
| --------------------- | ----------------------- | ----------------------------------------------------------------------------------------------- |
| REX LIES IN WAIT      | Rex està esperant       | El dinosaure està quiet, a l'espera del que faci l'usuari                                       |
| HE IS HUNTING FOR YOU | Ell t'està buscant      | El dinosaure comença a moure's per buscar al jugador                                            |
| FOOTSTEPS APPROACHING | S'escolten passos       | Això significa que el dinosaure està prop del jugador                                           |
| REX HAS SEEN YOU!     | Rex t'ha vist!          | El jugador ha entrat en el camp visual del dinosaure                                            |
| RUN! HE IS BEHIND YOU | Corre! Està darrere teu | El dinosaure està darrere de l'usuari, aconsellant-li el videojoc que corri per escapar del Rex |
| RUN! HE IS BESIDE YOU | Corre! Està davant teu  | El dinosaure està davant de l'usuari, aconsellant-li el videojoc que corri per escapar del Rex  |

La velocitat que pot aconseguir el jugador corrent és major que la que pot aconseguir el T-Rex corrent, per la qual cosa és possible escapar d'ell. Encara que pot ocórrer un problema, ja que cal prémer fort el teclat per córrer, podent desconnectar-se la necessària expansió de 16K i quedar-se el joc calat, havent de reiniciar el joc. Durant la fugida, és molt fàcil que el jugador arribi a desorientar-se, desconeixent on està en el laberint. L'usuari pot dibuixar un mapa del laberint amb cada pas que doni durant el transcurs del nivell.
Per cada pas que de l'usuari quan el T-Rex li estigui buscant, li donen punts. Quan l'usuari aconsegueix escapar del laberint, també obté una sèrie de punts. Hi ha diversos trucs per collir molts punts. Per exemple: és possible acumular més punts si el jugador va més ràpid que Rex, i va envoltant-li en cercles al dinosaure quan estigui a pocs passos d'ell. Una altra estratègia per a l'acumulació de punts és quedar-se en una cantonada, i esperar a veure el missatge REX HAS SEEN YOU!. En veure això, l'usuari pot comprovar des de quin costat ve, i córrer a l'altre costat, dirigint-se a una altra cantonada, i així successivament.
Quan el joc acaba, el jugador és informat que "està sentenciat a estar en el laberint per sempre". El jugador pot triar a tornar a passar-se el laberint, o intentar sortir. Les probabilitats d'èxit que pugui sortir són d'un 50%. Si no ho aconsegueix, obligatòriament, ha de passar-se el laberint de nou.

## Desenvolupament

### Malcom Evans
3D Monster Maze va ser el primer joc que va dissenyar i va desenvolupar Malcom Evans. Ell abans va treballar en la indústria aeroespacial, posteriorment en el disseny d'aircrafts i va ser científic de microprocessadors en Sperry Gyroscope (Bristol, Gran Bretanya).
La seva esposa li va regalar una Spectrum ZX81 el dia que va complir 37 anys, a l'abril de 1981. Malcom va crear el joc simplement per veure les capacitats i possibilitats que tenia la màquina i ho va completar al novembre. En veure els seus amics la qualitat que tenia el joc, van incitar a Malcom a vendre els drets del joc a alguna empresa perquè ho publiquessin. Al final, JK Greye Programari.
Quan Malcom pren la decisió de treballar en l'encara primitiva indústria del videojoc. Per a això va crear New Generation Programari, una empresa que es dedicava a crear videojocs en 3D per a les computadores Sinclair, convertint-se l'empresa en un sinònim de les 3D durant anys.
Molts dels seus jocs havien rebut dures crítiques, ja que es comentava que, encara que eren gràficament molt bons, la jugabilitat era pobra.
Després dels títols 3D Defensar i BreaKovi per a la ZX81, Malcom decideix treballar per a la nova màquina de Sinclair, la ZX Spectrum. A més de 3D Monster Maze, va crear també la companyia Escape, Tunnel, 3D, Knot in 3D, Corridors of Genon, Trashman and Travel with Trashman, Light Magic, Jonah Barrington's Esquaix, The Custard Kid and Cliff Hanger.

## Impacte en la indústria i societat
El videojoc va causar sensació en la indústria dels videojocs per a computadora, gràcies als seus gràfics tridimensionals i la seva perspectiva en primera persona.
Per al videojoc, Malcolm sabia que no podria crear gràfics. Però, es va aprofitar d'uns blocs que apareixia en els caràcters bàsics de la computadora.
Aquest va ser un punt d'inflexió en la història dels videojocs i les computadores, ja que va ser el primer que es va llançar simultàniament en un PC i ZX81.
Altres jocs en 3D abans que aquest van ser
- Spassim (1974), que corria en un gran complex informàtic d'una universitat.

- Atari's Battlezone (1980), que usava gràfics vectorials.

Star Raiders (1979) no pot ser considerat un joc en 3D, ja que només simulava un camp d'estels mòbil, que creava una il·lusió òptica fent semblar que era 3D. No obstant això, el joc no tenia profunditat alguna.
Molts mitjans d'informació consideren a 3D Monster Maze com el primer joc del gènere shoot'em up amb perspectiva en primera persona de la història per a un computador domèstic. Aquesta classificació és errònia, ja que no hi ha en el transcurs del joc disparo algun, simplement, el jugador ha d'interaccionar amb el mitjà que li envolta (en aquest cas, amb el dinosaure). És per això que la classificació correcta seria que 3D Monster Maze és el primer joc d'aventures amb perspectiva en primera persona de la història, ja que el primer shoot'em up en primera persona arribaria en 1992, amb el videojoc Wolfenstein 3D
Quan es va llançar la nova màquina de la família Sinclair (La ZX Spectrum), molta gent la va adquirir. Aquest nou suport tenia major resolució gràfica, una millor paleta de colors, més memòria RAM i ROM, i una millor capacitat sonora que la seva antecessora ZX 81. Els usuaris que també tenien una ZX 81, així i tot no es van aventurar a tirar-les: les hi van guardar per poder jugar a 3D Monster Maze, la qual cosa demostra el gran impacte que va tenir aquest videojoc en la societat

## Crítica
El joc es va llançar a Gran Bretanya, sent un èxit al poc temps de sortir. Segons la revista "Writing for the New Generation", la ZX 81 tenia moltes empreses de programari, encara que cap va llançar un joc tan nou com 3D Monster Maze.
El sorprenent ús dels blocs que apareixia en el joc de caràcters bàsics de la ZX 81 va causar un gran impacte en alguns mitjans. Segons la revista ZX Computing, si ells haguessin de triar un joc en el qual es demostrés les qualitats tècniques de la ZX 81, 3D Monster Maze seria el triat segons ells sense dubtar-ho.
Algunes persones especialitzades al món dels videojocs aprofitant el llançament d'aquest joc, volia demostrar l'equivocats que estaven algunes persones sobre la computadora ZX 81, que deien que era una consola per a nens.
Actualment, segueix sent un joc molt valorat, sent un dels més sol·licitats per als emuladors de la ZX 81, i collint encara molt bones impressions com es pot veure en el lloc web Llegeix's Peek n Poke. Aquí s'explica que van estar jugant a alguns jocs antics amb emuladors, i el que més li van sorprendre va ser 3D Monster Maze.

## Característiques
El joc està animat a raó de 6 frames per segon (la imatge canvia sis vegades per segon), compost en una àrea de 25x24 o 32x24 si expliquem l'àrea de text.
Gràcies a la capacitat que tenia la Sinclair a manejar pseudográficos, la resolució va poder doblegar-se (50x48). Usant aquests, es pot aconseguir un tercer color, el gris.
Part de la pantalla es reserva per a la puntuació i els missatges que se li van donant al jugador sobre l'estat de Rex pel que fa a l'usuari.
El motor 3D i la generació aleatòria de laberints van ser escrits en la Z80.